# 브라운 대 토피카 교육위원회 재판
브라운 대 교육위원회 재판(Brown v. Board of Education, 347 U.S. 483, 1954년)은 미국 연방 대법원의 획기적 판례다. 이 판례는 당시 남쪽 17주(states)에서 백인과 유색인종이 같은 공립학교에 다닐수 없게 하는 주(state)법을 불법이라고 판정했다. 브라운 대 교육위, 브라운 사건이라고도 불리는 이 판례로 "분리하되 평등"이라는 인종차별 정책을 정당화 하게 된 플레시 대 퍼거슨 (1896년)이 58년 만에 뒤집히게 된다.

## 발생 계기
1951년 피부색이 다르다는 이유로 미국 캔자스 주 토피카에 살고있던 여덟 살 초등학교 3학년 흑인소녀 린다 브라운은 본인의 집에서 가까운 학교를 놔두고 1마일이나 떨어진 흑인들만 다니는 학교를 매일 걸어서 가야했다.
이에 린다의 아버지 올리브 브라운은 집에서 가까운 백인들만이 다니는 섬너 초등학교로 전학을 신청했으나 피부색이 다르다는 이유로 교장이 이를 거절하게 된다.
이에 분노한 올리브 브라운은 토피카 시 교육위원회를 상대로 소송을 걸게 된다.

## 과정
이 유명한 '브라운 대 토피카 교육위원회' 사건소송은 결국 연방 대법원까지 올라가게 된다. 연방대법원은 캔자스주 뿐 만 아니라 사우스캐롤라이나주, 버지니아주, 델라웨어주에서 연방대법원에 올라온 총 네 건의 유사 사건들을 병합하여 심리하기로 하였다. 해당 네 사건은 흑인학교를 다니는 흑인학생들이 주내(州內) 초중등 공립학교에서의 흑백 분리 교육에 대해, 인종 차별을 이유로 들어 평등권 침해 소송을 제기하였다는 공통점이 있었다.
이윽고 1954년 5월 17일 대법원이 만장일치로 '공립학교의 인종 차별은 위헌'이라는 결정을 내려 토피카 교육위원회를 누르고 브라운의 손을 들어주어 3년만의 긴 소송의 과정은 끝을 맺게 된다. 아무리 평등한 시설과 교육을 제공한다고 해도 인종을 분리시켜서 운영한다는 것 자체가 인종을 차별한다는 것에서였다. 대법원은 판결문에서 흑인 아동을 거부하는 것이 법의 평등한 보호를 보장하는 수정헌법 제14조를 위반하는 것임을 명시했다.
당시 대법원장 얼 워런은 "공교육에서 '분리하되 평등하면 된다'는 원칙은 더 이상 존재할 여지가 없다"며 "분리교육시설은 본질적으로 불공평하다"고 못박았다. 이는 기존의 공고했던 '분리하되 평등하면 된다'는 논리를 허물고 '분리하면 무조건 불평등'이라는 법리를 제시한 것이었다. 이로써 이 판결은 공공시설에서 인종 분리 정책의 철폐를 주장하는 민권운동의 도화선이 됐다. 사실상 이 판결은 1896년 인종은 분리하되 평등한 교육을 가르친다는 '플레시 대 퍼거슨 사건'의 대법원 판결을 뒤집은 사건이었다.

## 결론
이 역사적 결정을 거쳐 얼 워런 대법원장은 빠른 시일내에 남부에 존재하고 있던 불평등한 인종분리 교육을 통합하라고 주 정부에 명령했으나, 남부의 주에 속한 백인학교 3000여개 가운데 오직 600여개 만이 통합하는 모습을 보이며 대다수가 반대하는 모습을 보였다. 브라운 판결은 공교육 부분에만 한정되어 있어서, 공공시설이나 공공장소의 인종분리까지는 폐지하지는 못했지만, 인종차별 철폐에 있어서 역사에 큰 한획을 그은 사건이었다.
델라웨어, 버지니아, 사우스캐롤라이나 등에서도 비슷한 소송이 잇따랐다.

## 사회과학적 법학방법론
1954년의 브라운 사건은 사회과학적인 헌법판단을 한 모범사례이다. 물론 최초는 1907년의 뮬러 대 오레곤 사건이지만, 브라운 사건이 매우 유명하다.
브라운 사건은 100여 년 간의 미국 인종차별 정책인 분리하되 평등의 원칙을 폐기한 판결로, 청구인측 변호사인 더굿 마샬은 미국 역사상 최초의 흑인 연방 대법관이 된다.
더굿 마샬 변호사는 광범위한 사회과학자들의 연구결과를 제출하며, 얼 워런 대법원장은 이러한 사회과학적 연구결과를 그 유명한 "재11번 각주"(footnote 11)에서 인용함으로써, 마샬의 변론을 받아들였다. 사회과학적 방법이란 "사회과학자처럼 생각"하는 것을 말한다.
브라운 사건에서 마샬 변호사는 100여년간의 소수설을, 수백명의 사회과학자들에 대한 여론조사 등 사회과학적 연구를 통해서, 소수설이 사회과학자들에게서는 하나의 상식이 되어 있다고 주장했으며, 이러한 것을 워렌 대법원장이 받아들여서, 소수설이 맞다고 선언하여, 100여년의 흑인 인종차별 정책을 폐기하였다. 브라운 사건은 남북전쟁에 이어 2번째 흑인 혁명이라고 부른다.
브라운 사건은, 매우 오랫동안 차별받아 온 소수자들이, 학자들을 통해 대법원을 설득하여, 그 억울한 차별을 해소하는 구체적인 소송방법, 문제해결방법을 보여주었다.
최대권 교수는 한국이 수입법학의 종속에서 벗어나 독자적이면서 살아있는 법학을 하려면, 기초법학인 법사회학, 법철학, 법사학의 바탕이 필요하며, 법사회학이 독자적인 법학을 하는데 어떠한 역햘을 하는지를 구체적으로 보여주는 사례가 바로 브라운 사건이라고 지적한다.

## 같이 보기
- 플레시 대 퍼거슨
- 미란다 원칙 - 브라운 사건의 얼 워런 대법원장은 미란다 원칙으로도 유명하다.
- 리틀록 나인